# Gianni Ghidini
Giannino „Gianni” Ghidini (ur. 21 maja 1930 w Golese, zm. 20 czerwca 1995 w Parmie) – włoski kolarz szosowy, mistrz świata oraz wicemistrz olimpijski.

## Kariera
Największy sukces w karierze Gianni Ghidini osiągnął w 1951 roku, kiedy zdobył złoty medal w wyścigu ze startu wspólnego amatorów na szosowych mistrzostwach świata w Varese. Na rozgrywanych rok później igrzyskach olimpijskich w Helsinkach wspólnie z Dino Brunim i Vincenzo Zucconellim zdobył srebrny medal w drużynie. na tych samych igrzyskach Włoch został sklasyfikowany na siódmej pozycji w rywalizacji indywidualnej. Poza tym zajął trzecie miejsce w Giro dell’Appennino w 1953 roku. W zawodowym peletonie startował w latach 1953–1955.

## Najważniejsze zwycięstwa i sukcesy
- 1951
  - mistrzostwo świata amatorów w wyścigu ze startu wspólnego
- 1952
  - wicemistrzostwo olimpijskie w drużynowym wyścigu ze startu wspólnego (190 km)
- 1953
  - 3. Giro dell’Appennino
  - etap w Ronde van België